# Терпенье (Запорожская область)
Терпе́нье (укр. Терпіння) — село,
Терпеньевский сельский совет,
Мелитопольский район,
Запорожская область,
Украина.
Код КОАТУУ — 2323085101. Население по переписи 2001 года составляло 4854 человека.
Является административным центром Терпеньевского сельского совета, в который, кроме того, входят сёла Заречное, Луговое, Пивничное, Спасское и Федоровка.

## Географическое положение
Село Терпенье находится на правом берегу реки Молочная,
выше по течению на расстоянии в 3,5 км расположено село Троицкое,
ниже по течению на расстоянии в 1 км расположено село Мирное,
на противоположном берегу — сёла Травневое и Заречное.
Через село проходит автомобильная дорога Т-0401.
В 1,5 км от края села находится заповедник «Каменная могила».
В 8 км от села находится железнодорожная станция Терпение.
В начале 1950-х годов планировалось построить канал Днепр — р. Молочная и возвести у с. Терпенье плотину, водохранилище и ГЭС 

## История

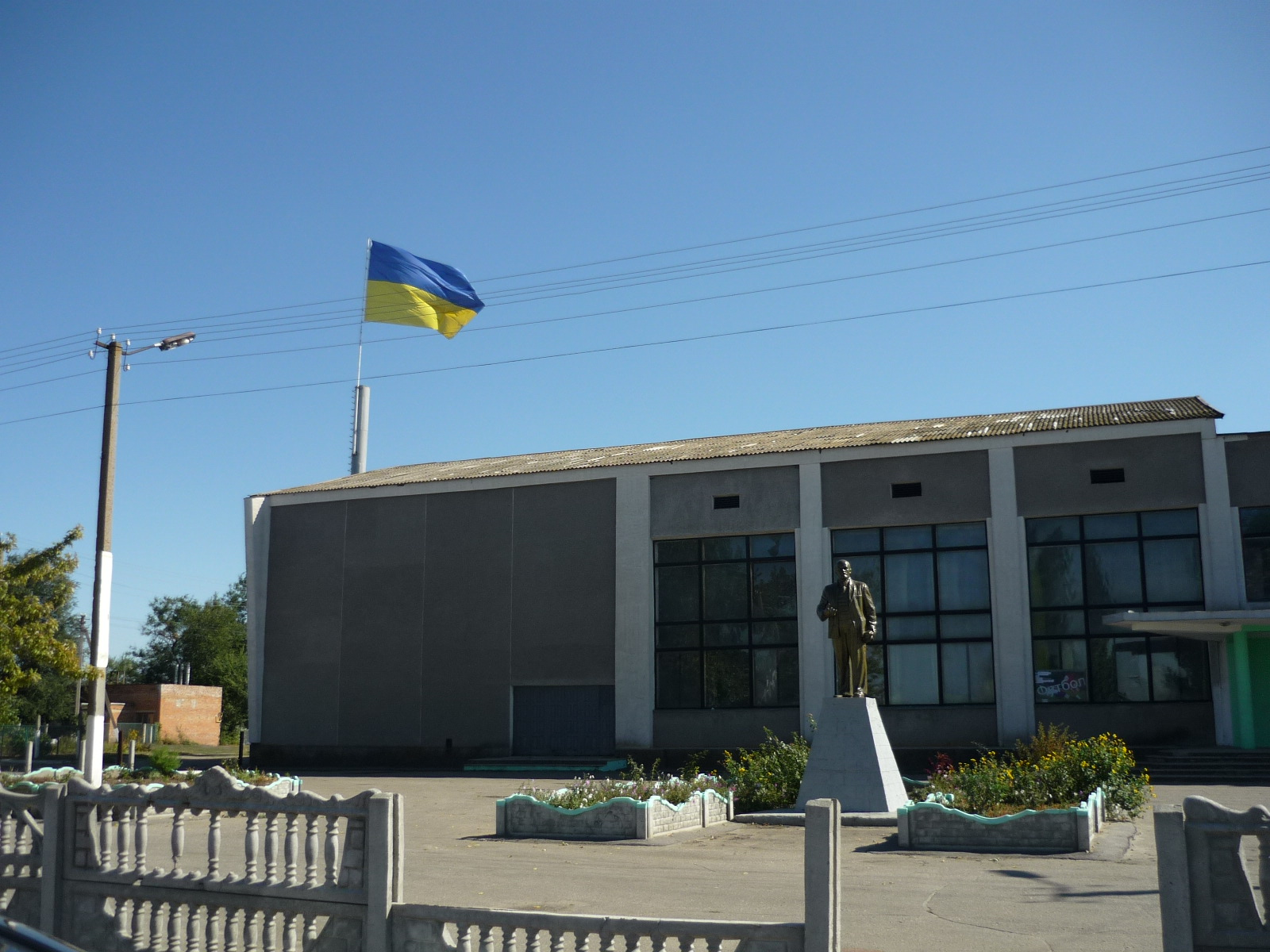
Центральная часть села

Терпенье основано в 1802 году общиной тамбовских духоборов, согласно царскому рескрипту переселенных в Мелитопольский уезд Таврической губернии.
По другим данным, село основано в 1795 году. Считается, что название село получило в память о стойкости духоборов, преследовавшихся православной церковью. По протесту духовенства, царское правительство в 1841—1843 годах переселило основную часть сектантов на Кавказ.
С 1845 года в Терпенье поселились государственные крестьяне с севера уезда, а позднее — из центральных губерний России.
В конце XIX — начале XX века Терпенье было волостным центром Мелитопольского уезда Таврической губернии. Терпеньевская волость занимала всю северо-восточную часть современного Мелитопольского района.
В 1886 году овраги близ села изучал известный геолог, академик Н. А. Соколов 
По переписи 1897 года в Терпенье проживало 4455 человек, из них 4372 православных.
В 1913 году в селе было уже 5954 человека приписного населения и 651 — постороннего. Земли было 8224 десятины, дворов — 698.
В годы Гражданской войны Терпенье сильно пострадало от австро-германской оккупации 1918 года. Вот как описывает это время житель Терпенья П. Ф. Шевцов:

По селу Терпенье было забрано не менее 50 процентов всего имеющегося хлеба, не менее 3-5 тыс. возов (хлеба), так как год был урожайным. Они забрали 300—400 голов крупного рогатого скота, забрали всех хороших лошадей — до 500 голов; почти всех овец забрали, а куриные яйца забирали без всякого счета, даже фрукты сухие и те забрали. Я уже не говорю о разной мелочи, с которой также не стеснялись, и забирали.
— П. Ф. Шевцов
14 января 1929 года путём слияния колхозов «Пятилетка» и им. Сталина в селе был создан колхоз им. 21-го съезда КПСС.
В 1924—1933 годах Терпенье было центром Терпеньевского района в составе сначала Мелитопольского округа, а с 1930 года — Днепропетровской области.
После распада СССР колхоз им. 21-го съезда КПСС был преобразован в многофункциональный кооператив «Дружба».

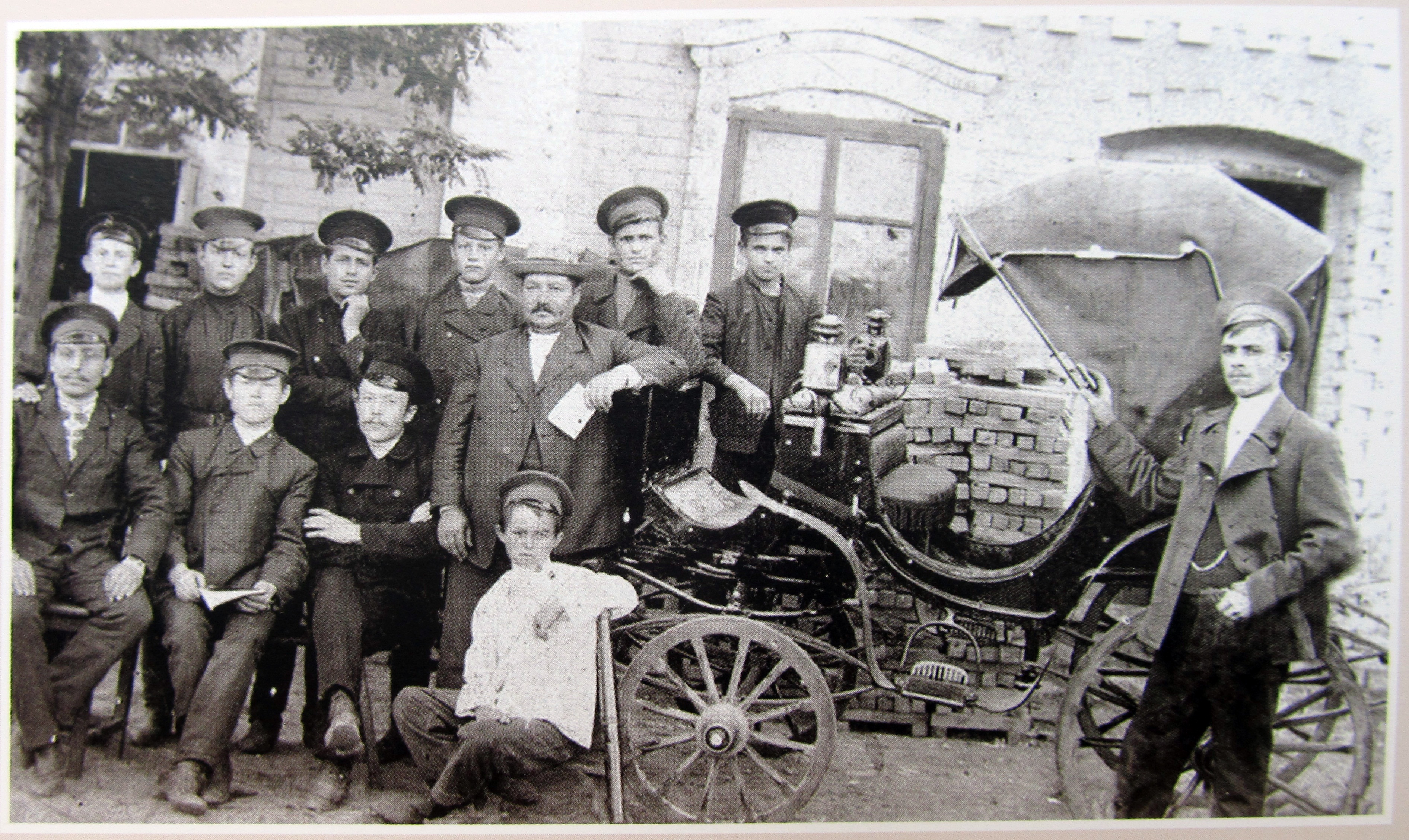
Мастерская по производству экипажей. Начало XX века
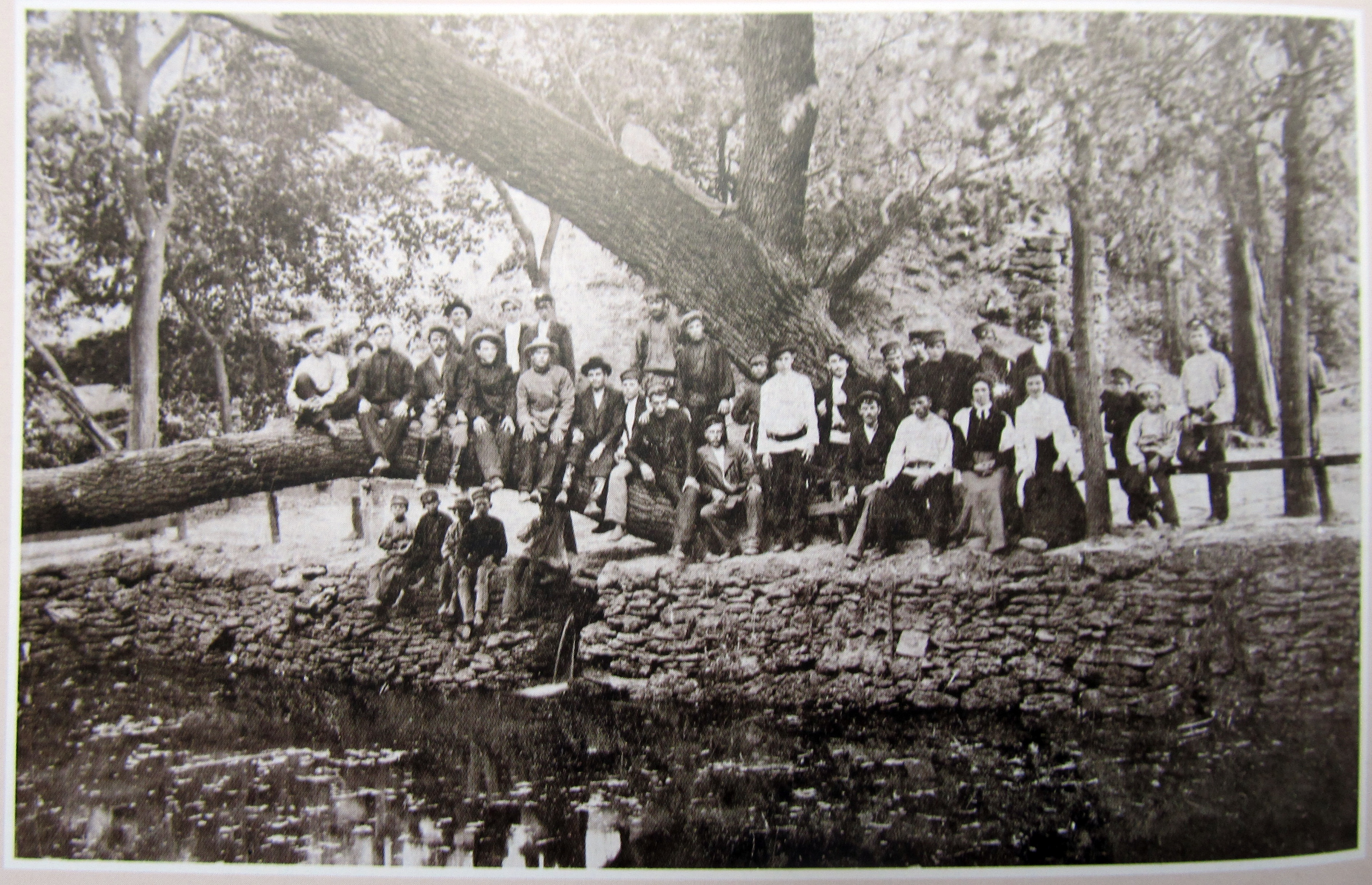
Угол сада, посаженного первыми переселенцами. 1905 год

## Экономика
- «Ник», ФХ.

## Объекты социальной сферы
- Терпеньевская общеобразовательная школа.
- Терпеньевский коллегиум «Джерело».
- КЗ «Терпеньевская специальная общеобразовательная школа-интернат».
- Филиал Вознесенской музыкальной школы.[9]
- Терпеньевская участковая больница.
- Свято-Покровский храм. Подчинён Запорожской и Мелитопольской епархии Украинской православной церкви Московского патриархата.[10]

## Достопримечательности

### Каменная могила
Каменная могила расположена в полутора км от села и представляет собой изолированный массив песчаника, уцелевший от разрушения отмели Сарматского моря, расположенный в долине реки Молочной, который использовался древним человеком в качестве святилища.
Каменная могила вначале, вероятно, представляла собой песчаниковую отмель Сарматского моря, единственный выход песчаника во всей азовско-чёрноморской впадине, что делает её уникальным геологическим образованием. После ухода воды Сарматского моря бывшая отмель осталась песчаным массивом, вершина которого (предположительно вследствие влияния железа латеритовых суглинков) превратилась в твёрдый песчаник. Этот массив песчаника размером 240 на 160 метров поверх мелкозернистого песка оказался на пути старого русла реки Молочной и продолжительное время (до обмеления реки и смещения русла на запад) оставался островом в русле реки. В результате водной и воздушной эрозии массив песчаника сильно осел и постепенно раскололся на множество кусков. В настоящее время Каменная могила представляет собой песчаный холм, покрытый крупными каменными глыбами. Среди нагромождения камней множество естественных пустот — гротов, проходов и тому подобного.

### Целебные источники
Часть села Терпенье близ Мелитополя находится на «горе» — возвышенности высотой 45 метров над уровнем моря. На ней находится небольшой парк, памятник паркового искусства, «Целебные источники». На небольшой территории парка (около 0,14 га). Практически на вершине горы из породы бьют 5 родников с холодной. Ключевая вода стекает между камнями в небольшое естественное озеро. По некоторым данным эта вода имеет целебные свойства из-за присутствия ионов серебра.
Старожилы рассказывают, что прибывшие для поселения на Молочных водах духоборы искали место с хорошей питьевой водой. И нашли ключи, порожденные мощным водоносным горизонтом сарматского периода. Спрятанная в течение многих тысячелетий в подземных толщах, вода постепенно растворяла известняк, вымывая пещеры, ходы, естественные колодцы, и вырвалась из мрачного заточения, образовав посреди степи цветущий оазис. До революции чуть ниже водоема было помещичье имение богатого немца, а на выходе из озера — водяная мельница. На краю озера стояла церковь, разрушенная в советские времена.
В середине 90-х годов у холма появились монахи, которые стали потихоньку благоустраивать источники, дали им имена святых. Нынче по инициативе местного сельского совета территория вокруг ключей объявлена заповедной. Так возник памятник паркового искусства «Цілющi джерела».

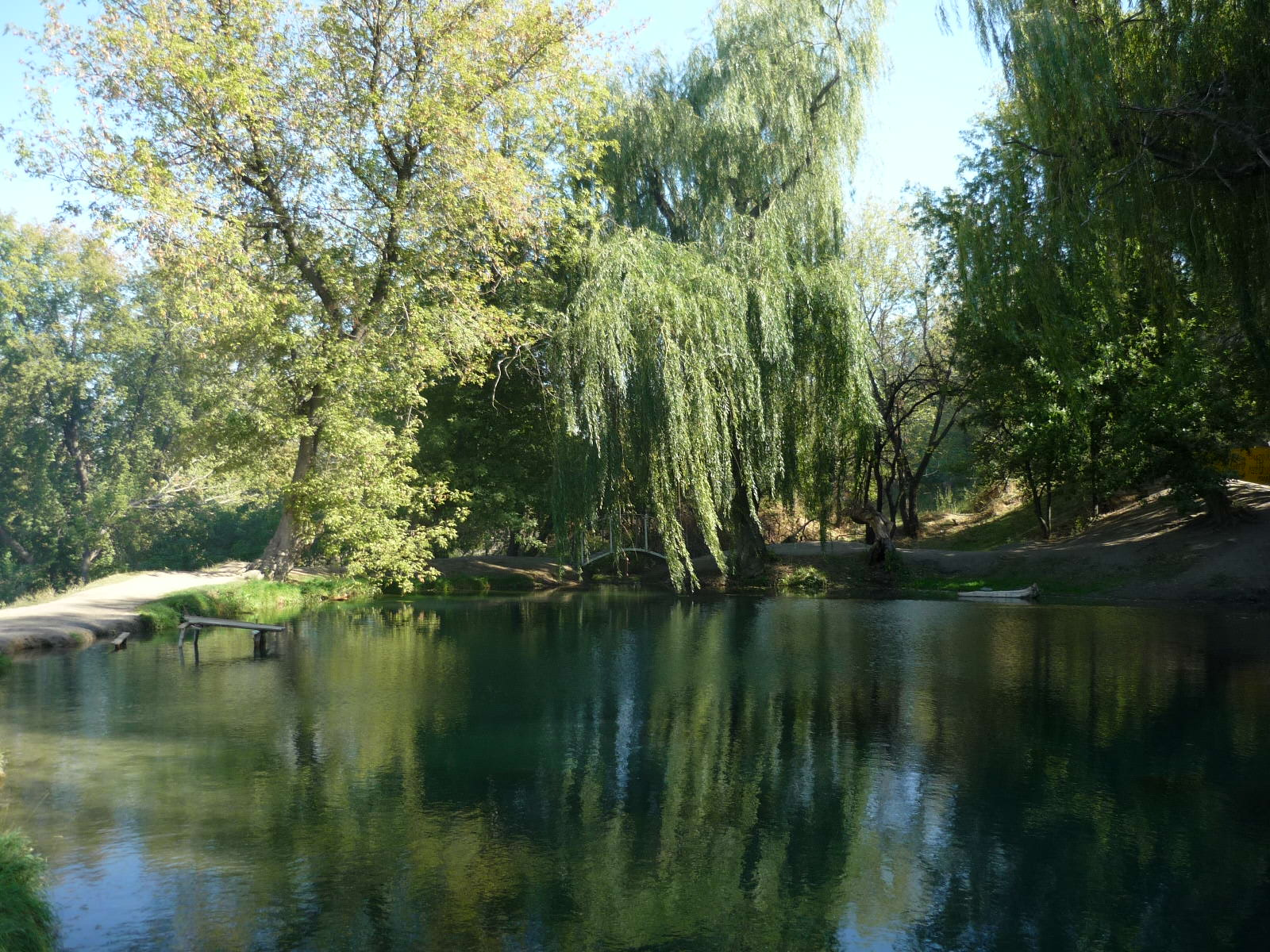
Небольшой пруд. Сюда стекаются все источники, кроме одного.
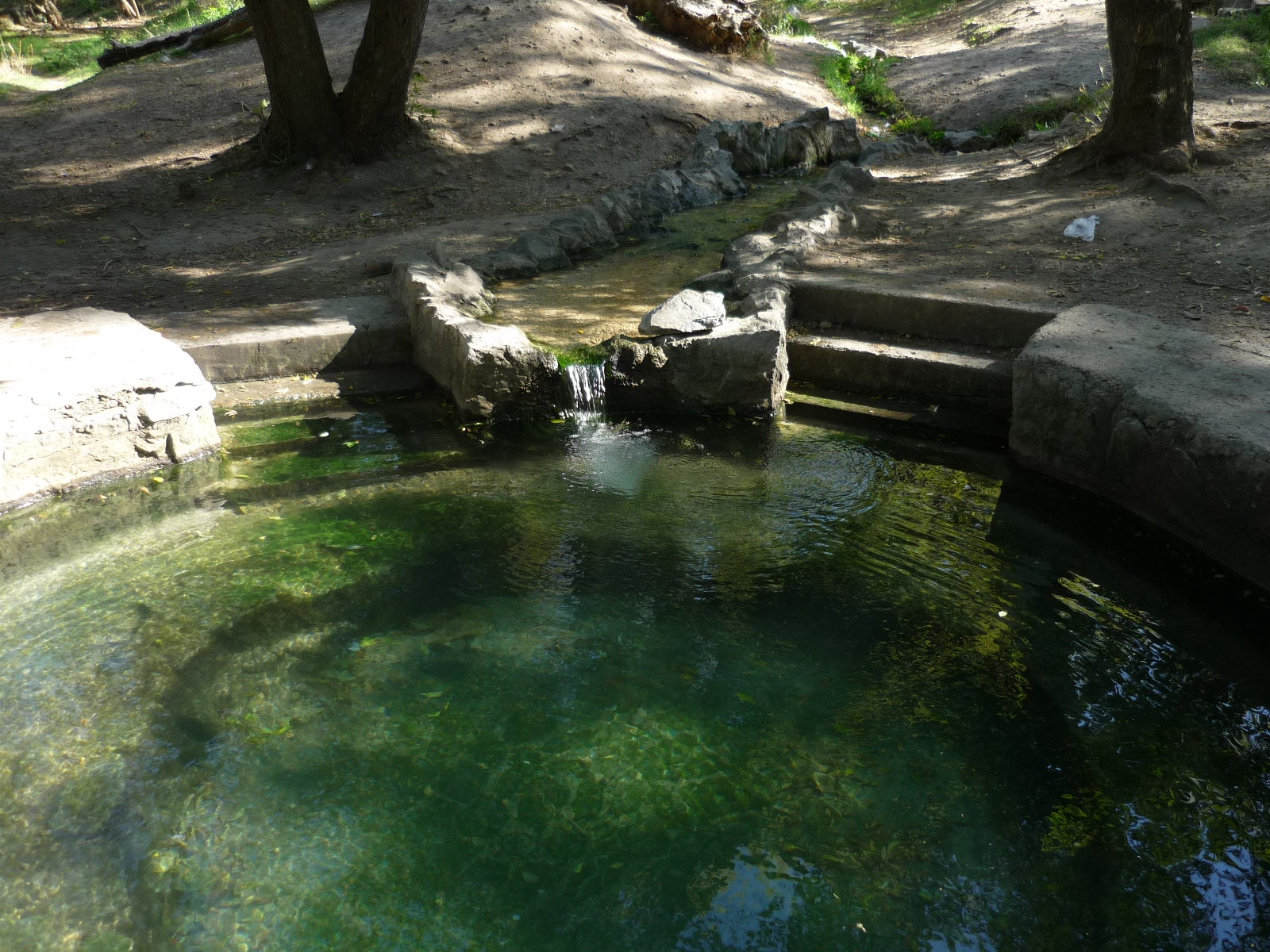
Купальня
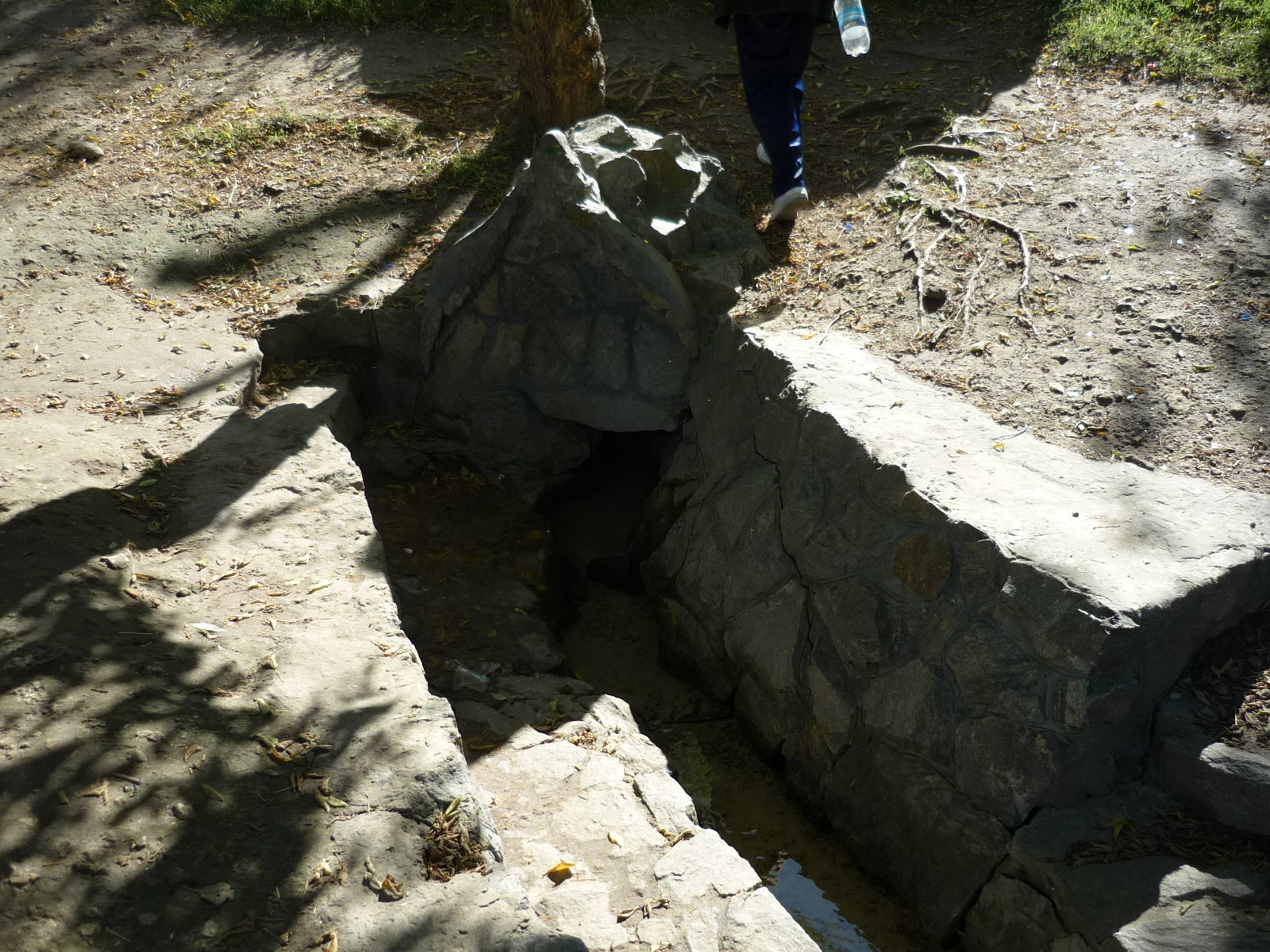
Источник Пантелеймона Целителя
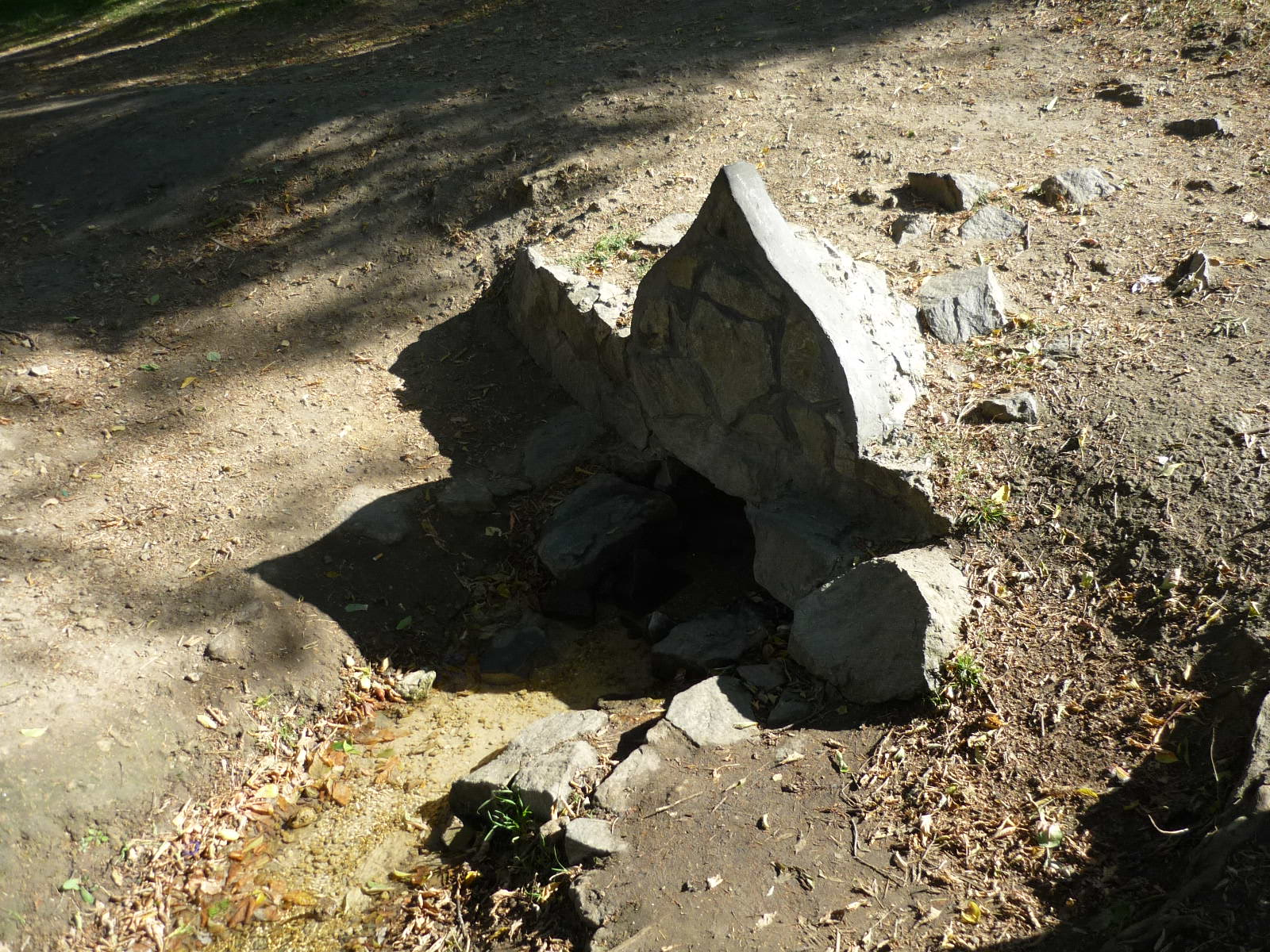
Источник «Вода Богородична»
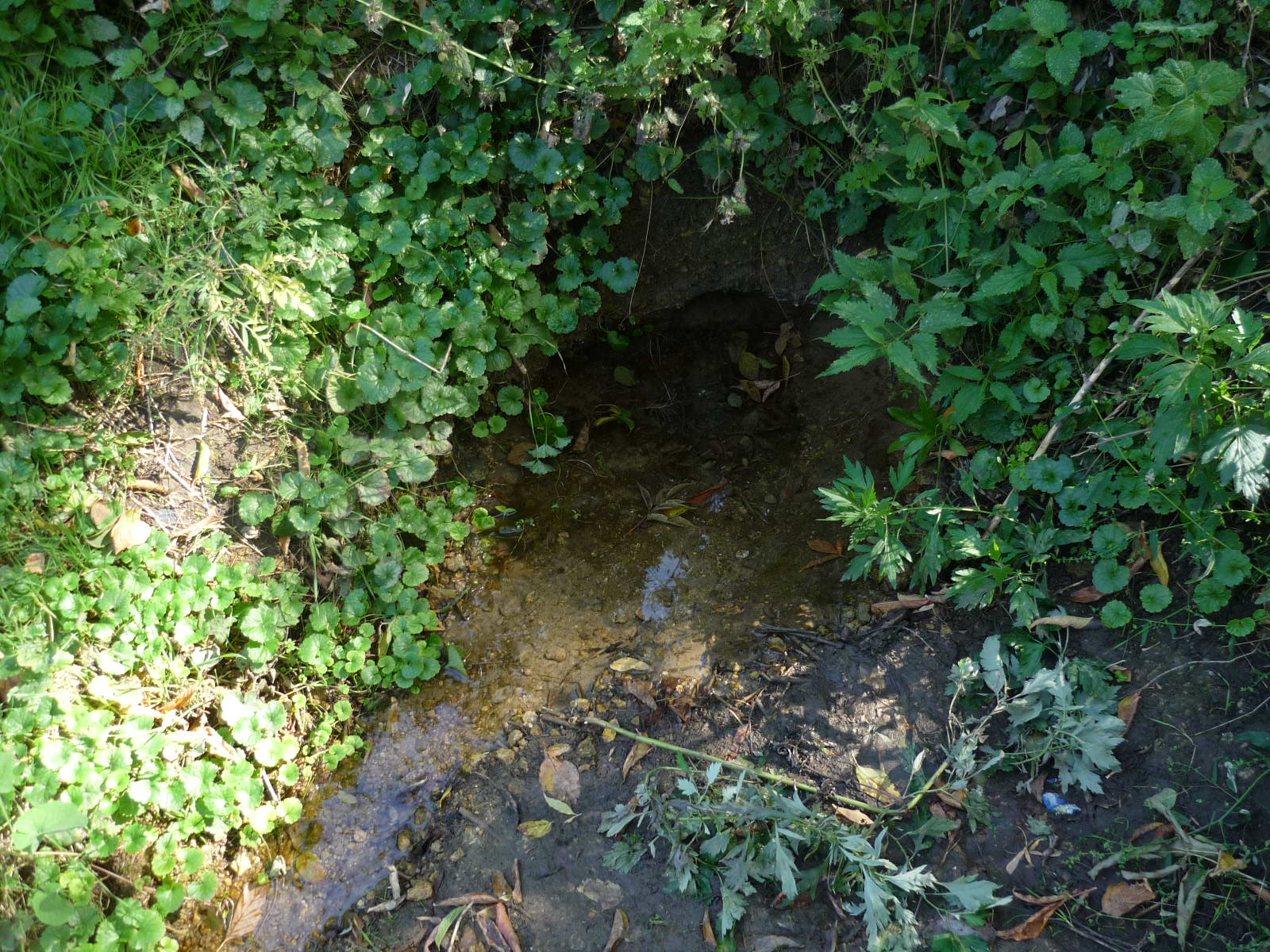
Родник «Непокорный». Течет в другую сторону.(исчезает где-то на территории детсада)
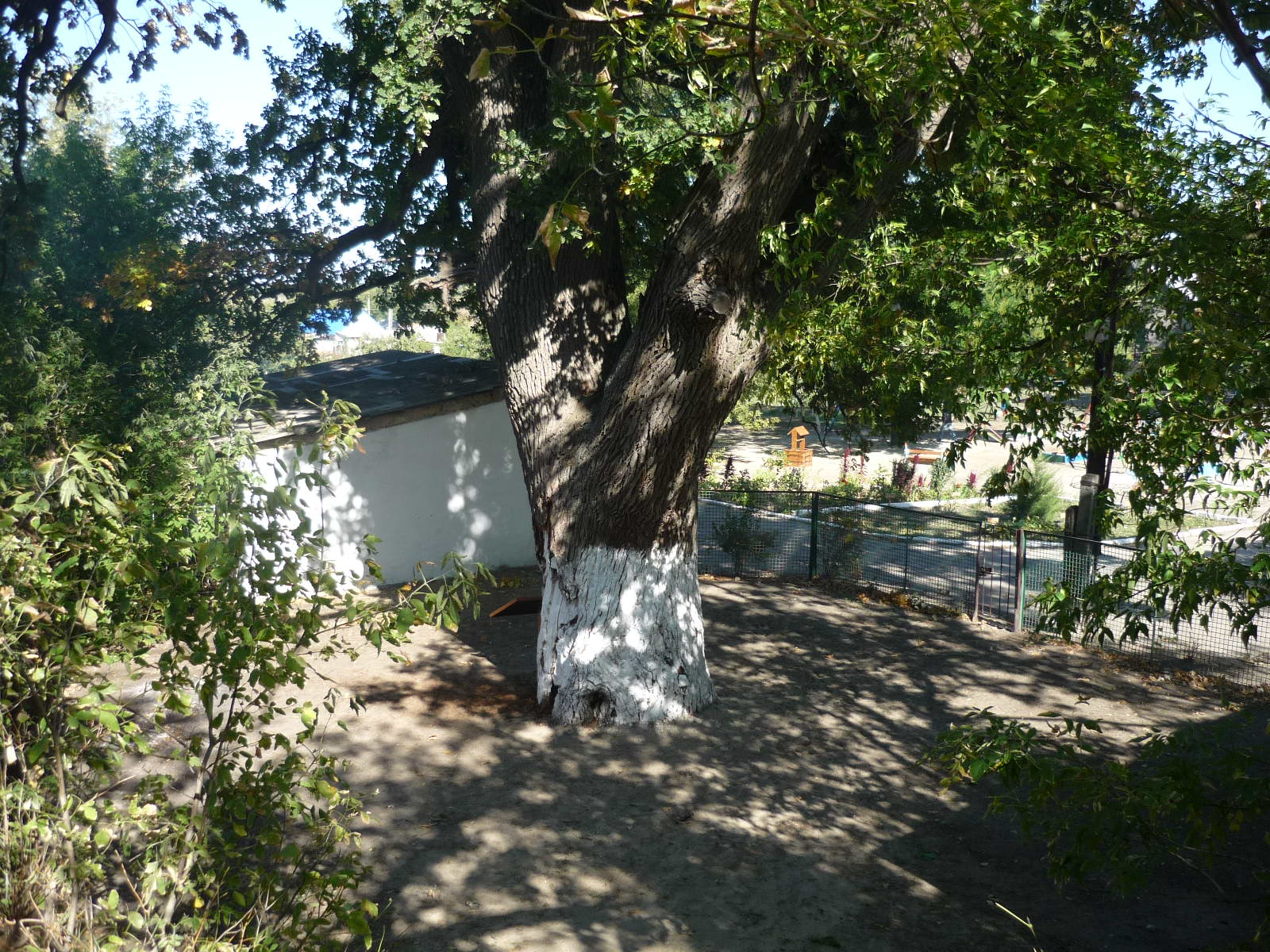
450-летний дуб

### 450-летний дуб
Рядом с озером, на территории детсада, стоит старый дуб, возраст которого предположительно 450 лет.
Старожилы утверждают, что ему более четырёхсот лет. Ничем не обделила его природа, взять хотя бы окружность ствола — 5 м 23 см — почти четыре человеческих обхвата! Высота Терпеньевского дуба — 40 метров. Корневая система разрослась в стороны на 100 метров. По мнению специалистов, после усохшего 700-летнего Запорожского дуба этот — самый древний в области.
Говорят, раньше здесь росла целая роща, которую питали выходящие на поверхность целительные родники. Под сенью могучих деревьев отдыхали чумаки (рядом проходил знаменитый чумацкий шлях). Останавливались здесь по дороге в Крым и представители императорской династии Романовых — императрица Екатерина Вторая, Александр Второй, Николай Второй. Бывал здесь и мятежный атаман Нестор Махно. По его приказу два дуба-великана, росшие по соседству, спилили. А один дожил до наших дней.
До революции мелитопольское земство построило рядом с дубом маленькую церковь (сегодня на её месте стоит детсадовский сарай). А ещё здесь был памятник императору Александру Второму с надписью «Александру Великому — освободителю». До наших дней изваяние просвещенного самодержца также не дожило, а вот постамент сохранился. На нём поместили бюст Ленина.
Живой реликт охранялся государством, о нём заботились местные власти. К сожалению, после оккупации этих земель Российской Федерацией, в 2023 году дуб упал, от него остался лишь пень.

### Карпушин дом
Дом — памятник архитектуры. Начало строительства — 1910 год, окончание — 1914 год. Построен Дмитрием Федоровичем Карпушей.
Дом, сложенный из красного немецкого кирпича, прекрасно сохранился до наших дней. Также сохранились большие литые колонны, подпирающее крыльцо. Крыша была покрыта белым кровельным железом (до настоящего времени крыша не сохранилась). Планировка дома сочетает в себе роскошь помещичьего особняка и практицизм крестьянского дома. Стены и потолки комнат украшены причудливой лепниной. В центральной комнате установлена голландская печь и камин, обложенные белоснежной керамической плиткой, с большой керамической картиной-вставкой пасторального характера.
После 1917 года дом играл большую роль в истории села. В 1918 г. в нём жили и работали руководители Ревкома и Волисполкома. После окончания гражданской войны здесь находилась ветлечебница и квартиры ветврачей. В 1943 г. в здании располагался штаб немецко-фашистских войск, оборонявших терпеньевский сектор укрепленной линии «Вотан». Затем в доме разместился госпиталь летного состава Красной Армии. Долгое время здесь находилась амбулаторная больница, затем снова ветлечебница. В 90-х годах в одной из половин дома жили монахи.
3 апреля 1997 года комиссия по восстановлению прав реабилитированных решением № 3 от этого же числа постановила считать семью Д. Ф. Карпуши реабилитированной и обязала Управление имущества Запорожской области и Мелитопольское районное предприятие ветеринарной медицины обеспечить возврат дома внучке Карпуши, А. П. Пушкарёвой.

## Памятник Ленина
9 ноября в селе Терпенье разрушили памятник Ленину, который стоял напротив дома культуры.

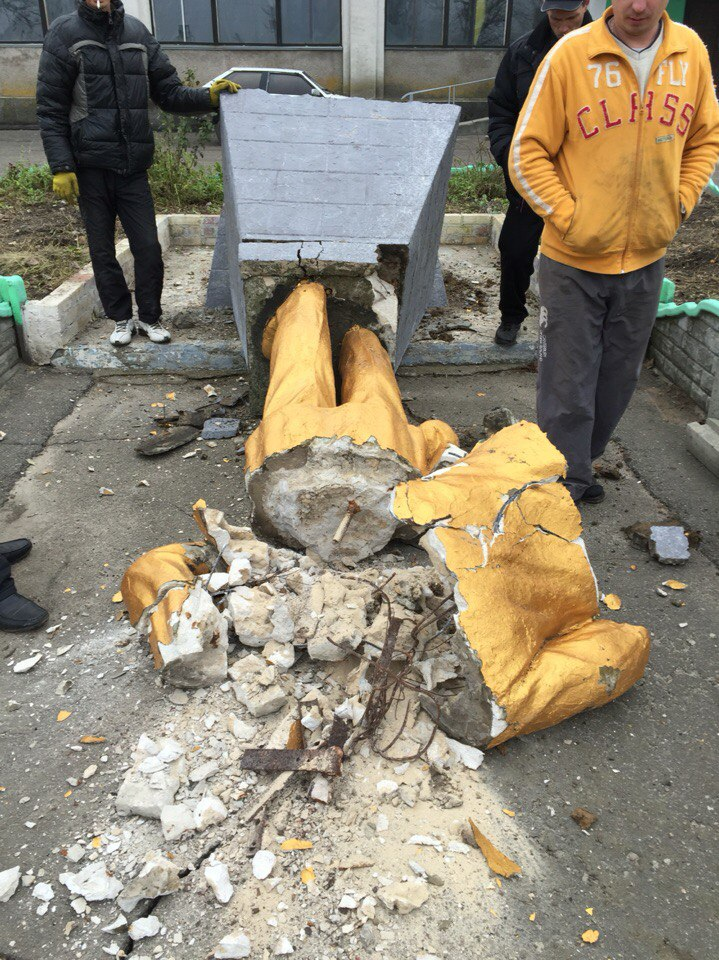
Разрушенный памятник Ленина напротив дома культуры

## Известные жители
- Карпушин Дмитрий Федорович  Генерал Царской Армии.  ( В отставке) лично царем подарен, кусок земли который возвел в селе Терпение Запорожской тогда ( губерни) сегодня области

- Наследники Карпушина Д.Ф.:
  - Лепихов Анатолий Петрович, единственный выживший после раскулачивания, при 1918 году.*
  - Лепихов Анатолий Петрович, впоследствии был усыновлен семьёй Мелешко, проживающих на Донбассе , а именно в городе Донецк.

- Капустин, Савелий Илларионович (1743—1820) — один из идеологов духоборского верования.
- Калмыков, Василий Савельевич (1790 или 1791—1832) — видный деятель духоборства, сын Савелия Капустина (согласно религиозным постулатам духоборов, он носил фамилию матери).
- В селе родился Герой Советского Союза Пётр Сизов.